# T-35
El T-35 fue un tanque pesado multi-torreta soviético del período de entreguerras y principios de la Segunda Guerra Mundial con una producción y servicio limitado en el Ejército Rojo. Fue el único tanque pesado con cinco torretas del mundo en entrar en producción pero resultó ser lento y mecánicamente poco fiable. Muchos de los T-35 que permanecían en activo al inicio de la Operación Barbarroja se perdieron debido a fallos técnicos en combate antes que por fuego enemigo.
Exteriormente era grande, pero internamente era estrecho y las estaciones de combate estaban separadas una de otra. Algunas de las torretas cubrían parcialmente las escotillas de entrada.

## Producción
El T-35 fue producido por la Oficina de Diseño OKMO de la Fábrica Bolshevik n.º 232, que empezó a trabajar en el vehículo en 1930. Dos equipos desarrollaron dos diseños diferentes. El equipo liderado por el ingeniero alemán Grotte trabajó en un diseño de un tanque de 100 toneladas con cuatro torretas, armado con un cañón naval de 107 mm, usando servo-controles neumáticos y suspensión neumática, proyecto que fue posteriormente cancelado.
El concepto de un gran tanque multi-torreta consistía en poder disparar en todas direcciones. Este concepto fue desarrollado por varios países europeos entre los años 1920 y 1930. Existían diseños en Inglaterra, Francia y Alemania. (El segundo equipo liderado por N. Tsiets trabajó en un tanque inspirado en el Vickers A1E1 Independent). Aunque muchos intentaron lo dicho, ninguno consiguió realizarlo tan bien como los soviéticos (pese a sus fallos).
En julio de 1932, se completó un prototipo de 35 toneladas armado con un cañón de 76,2 mm. Posteriormente se le añadieron 4 torretas armadas con dos cañones de 37 mm y dos ametralladoras. Este primer prototipo tenía serios defectos en la transmisión y fue considerado demasiado complejo y caro para la producción en serie. Se construyó un nuevo prototipo más simple.
La idea de un tanque multi-torreta traía consigo muchas dudas y problemas sobre todo. Los cañones que disparaban en sentidos diferentes tendían a forzar los componentes mecánicos del tanque, que debido al retroceso, fácilmente se averiaba, pero además, el peso de las torretas y de los motores de cada una de estas añadían peso que se le quitaba al blindaje. Con la guerra civil española, los soviéticos se dieron cuenta de la poca protección de sus tanques y se dieron prisa a protegerlos mejor. Se dice que al ver el T-35, Stalin dijo que le quitaran alguna torreta y que ese mismo peso lo aumenten en blindaje.
El nuevo prototipo tenía un nuevo motor, nueva caja de cambios y una transmisión mejorada. Se tomó la decisión de estandarizar las torretas con las usadas en el modelo T-28.
El 11 de agosto de 1933, el T-35 fue aceptado para la producción. Su fabricación fue encargada a la Fábrica Malyshev en Járkov donde se produjeron dos lotes de diez vehículos.
La experiencia ganada con la construcción de los dos prototipos fue usada en la producción del modelo principal en 1935, que fue mejorado con un chasis más largo y unos cañones de 45 mm en lugar de los de 37 mm. Se reanudó la producción en 1935 y alrededor de 35 unidades se habían construido en 1938. En general se fueron introduciendo pequeñas mejoras durante toda su producción. Los tanques de serie tenían torretas similares a las del BT-5, pero sin el resalte posterior. Algunos tanques tenían lanzallamas en lugar de los cañones de 45 mm[cita requerida]. El lote final fue de seis tanques T-35 modelo 1938, que tenían nuevas torretas con blindaje inclinado, al igual que faldones laterales modificados y nuevas ruedas tensoras. 
Inicialmente en la torreta principal iba montado un cañón de 76,2 mm KT obr.1927/32 adaptado a partir del cañón obr.1927. Hacia 1936 se empezó a montar en el tanque el habitual cañón KT-28 (con una caña de 16,5 calibres), que era empleado en el tanque medio T-28. Los límites de elevación del cañón iban de -7° a +23°. Como arma auxiliar en la torreta principal, se montó una ametralladora DP-27 de 7,62 mm en un afuste hemisférico a la derecha del cañón. El cañón y la ametralladora tenían un sector de fuego de 360 grados y controles de disparo independientes. La ametralladora DP de repuesto iba dentro del nicho de almacenaje de la torreta. El mecanismo de rotación de la torreta, además de la manivela, tenía tres velocidades y era accionado eléctricamente. Hacia 1937 se añadió sobre la torreta principal una ametralladora antiaérea montada en un afuste P40, junto a la escotilla de los artilleros. En 1938 se planeó montar el cañón de tanque L-10 en la torreta principal, pero los representantes del ABTU descartaron la idea, considerando que el poder de fuego del KT-28 era suficiente para destruir los tanques enemigos y que los dos cañones de 45 mm se encargarían de apoyar el ataque de la infantería.

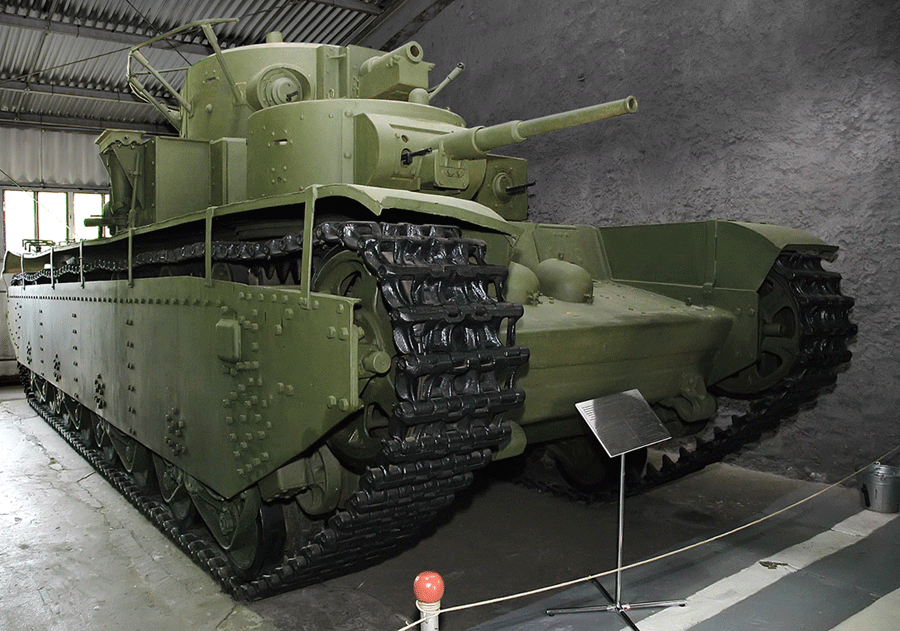
El T-35 en el Museo de Blindados de Kúbinka

En cada una de las dos torretas secundarias biplaza iba montado un cañón de 45 mm Obr.1932 con una ametralladora coaxial DP-27 de 7,62 mm. Más tarde este cañón fue reemplazado con el 20k Modelo 1934 de 45 mm, que tenía un cerrojo semiautomático. Los límites de elevación de ambas armas iban de -8° a +23°. El cañón de la torreta secundaria delantera tenía un sector de fuego de 19° hacia adelante y -184° hacia atrás. Las dos torretas más pequeñas eran monoplaza y tenían una ametralladora DP-27 de 7,62 mm. Para apuntarla, se debía girar la torreta mediante un mecanismo manual.
La torreta principal y las dos torretas pequeñas con ametralladora del T-35 y el T-28 tenían un alto nivel de estandarización. El disparo y la observación eran llevados a cabo mediante la mira telescópica TOP obr.1930 y la mira periscópica PT-1 obr.1932. El cañón de 76,2 mm tenía una dotación de 96 proyectiles y las ametralladoras DT tenían 10.080 balas. El blindaje del tanque de 45 toneladas fue diseñado con el espesor máximo de las planchas metálicas: 30 mm en el chasis y 20 mm en la torreta. Las planchas metálicas estaban unidas por soldadura y remachado. En 1936, el grosor del glacis y la plancha delantera del chofer-mecánico fue aumentada a 50 mm. Además se les agregó 10 mm de blindaje a los faldones laterales que cubrían las orugas.
Para reforzar la protección del tanque, en 1938 se desarrolló una torreta de forma cónica con un blindaje de 25 mm de espesor, además de aumentar el espesor del glacis a 70 mm y el del mantelete de la torreta principal a 25 mm. La masa bruta del tanque aumentó a 45 toneladas (la de los primeros tanques de serie era de 42,5 toneladas). Desde abril de 1939 hasta el cese de la producción del T-35, se produjeron 6 tanques con blindaje aumentado. En dos tanques del lote de 1939, se montó una ametralladora DT de 7,62 mm en el nicho de almacenaje de la torreta principal para defensa.
Todos los tanques T-35 contaban con una estación de radio 71-TK-1 instalada de serie, los tanques equipados con dicha estación de radio son fácilmente distinguibles,  por la antena de radio que rodea la torreta del tanque en forma de pasmanos desde los lados hacia atrás.
Los historiadores occidentales y rusos no están de acuerdo sobre la fuente de inspiración del diseño del T-35. Los primeros argumentan que fue inspirado por el tanque británico Vickers A1E1 Independent, pero esto ha sido rechazado por varios especialistas rusos. Es imposible saber la verdad, pero hay claras evidencias que apoyan los argumentos occidentales, como fallidos intentos soviéticos de comprar el A1E1. Al mismo tiempo, no se puede negar la influencia de ingenieros alemanes que desarrollaban diseños similares a finales de la década de 1920 en la base de Kama en la Unión Soviética. Lo que está claro es que el préstamo de tecnología militar e ideas de otros países era una práctica común a muchas fuerzas armadas en el periodo interbélico. El Ejército Rojo, con la compra de la tanqueta Carden-Loyd Mk.VI, el tanque ligero Vickers 6-ton, el tanque medio Cruiser Mk II y la suspensión Christie, claramente era uno de los principales exponentes de esta práctica. 
Debido al alto coste de producción y falta de fiabilidad del T-35, esta se detuvo habiéndose producido solamente 61 unidades.

## Historial de combate

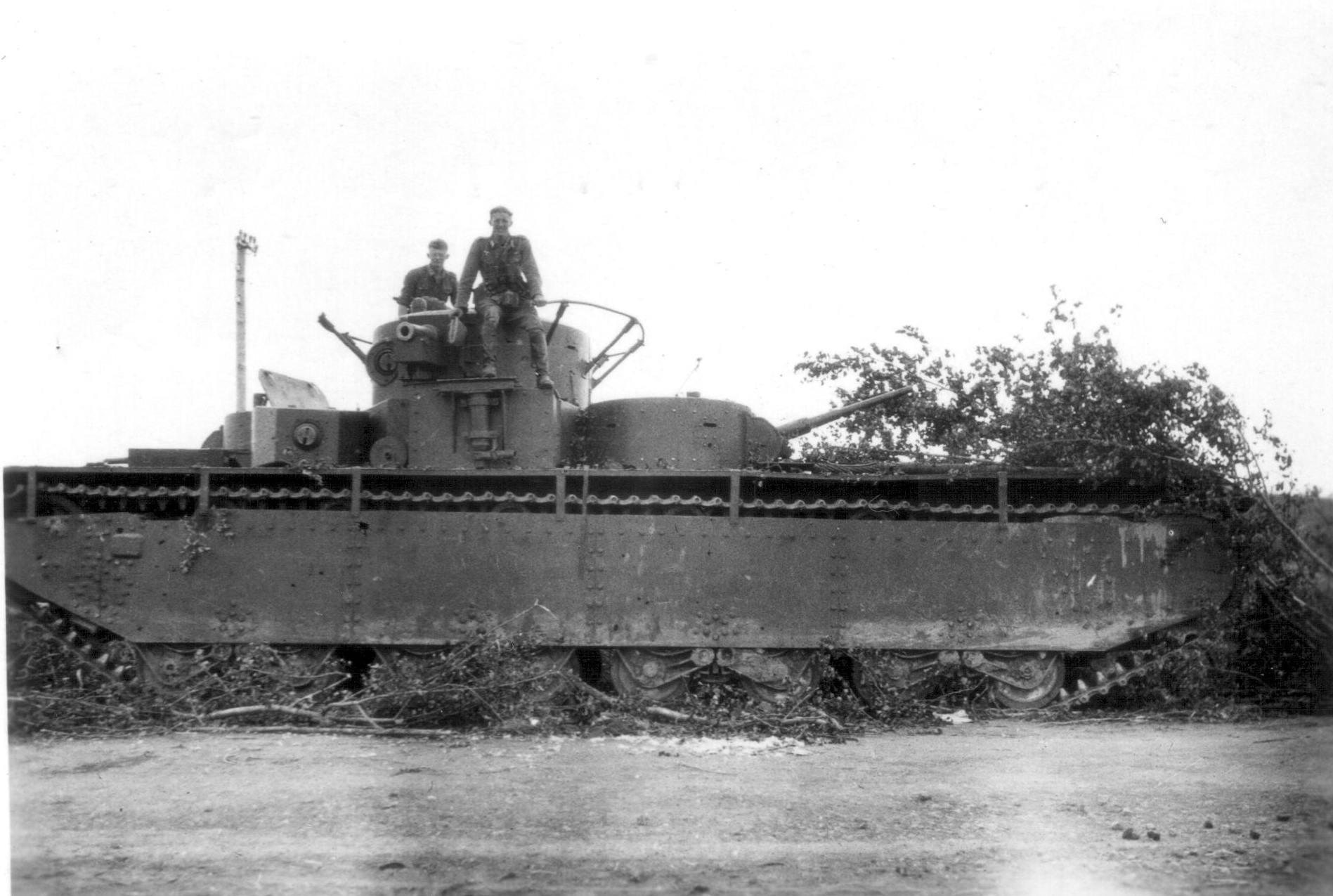
Soldados alemanes posando sobre un T-35 capturado

El T-35 sirvió en la 5.ª Brigada de Tanques Pesados en Moscú principalmente en paradas militares desde 1935 hasta 1940. En junio de 1940 se decidió retirar los tanques de la primera línea, con las opciones de convertirlos en unidades de artillería pesada autopropulsada o asignarlos a academias militares. Se tomó la decisión de seguir usándolos en combate y los vehículos supervivientes se reunieron en los Regimientos 67.º y 68.º de la 34.º División de Tanques del 8.º Cuerpo Mecanizado con base en Kiev.
Durante la Operación Barbarroja, el noventa por ciento de los T-35 fueron perdidos por los Regimientos 67.º y 68.º; esto se debió a fallos mecánicos o al abandono y destrucción de estos por sus tripulantes. Las averías más usuales ocurrían en la transmisión. La última acción registrada de los T-35 tuvo lugar en los primeros momentos de la Batalla de Moscú. Al menos un T-35 capturado fue enviado a Alemania para su evaluación en el polígono de pruebas de Kummersdorf. Posteriormente cuatro de los vehículos supervivientes fueron usados con fines de instrucción en la retaguardia. Uno de ellos está expuesto en el Museo de Blindados de Kúbinka, en las cercanías de Moscú.
Algunas veces se menciona que el T-35 participó en la Guerra de Invierno contra Finlandia, pero según fuentes soviéticas no participó. De hecho, un prototipo del tanque multi-torreta SMK fue enviado al frente para ser probado. Este tanque fue puesto fuera de combate por una mina finlandesa y todos los intentos de recuperar el vehículo de 55 toneladas fallaron. Las fotografías del tanque desconocido tomadas por los finlandeses fueron erróneamente etiquetadas como T-35-C por el Abwehr.

## Variantes
- T-35-1: Prototipo.
- T-35-2: Prototipo.
- T-35A: Modelo de serie.
- T-35B: Contenía un nuevo motor. Solamente se produjo un prototipo.
- SU-14: Cañón autopropulsado armado con un cañón de 152 mm o un obús de 203 mm. Solamente se produjeron dos prototipos.